# Hypnodendron subarborescens
Hypnodendron subarborescens là một loài Rêu trong họ Hypnodendraceae. Loài này được Müll. Hal. mô tả khoa học đầu tiên năm 1889.